# Bartolomé de la Colina
Bartolomé de la Colina (La Rioja, 20 de octubre de 1894 - Buenos Aires, 27 de junio de 1967) fue un ingeniero militar argentino que se encuentra considerado uno de los fundadores de la Fuerza Aérea Argentina. Fue comandante en jefe de la Aeronáutica entre 1944 y 1945 y secretario de Aeronáutica entre enero de 1945 y 1949 durante la presidencia de Juan Domingo Perón.

## Biografía
Bartolomé de la Colina nació en la ciudad de La Rioja el 20 de octubre de 1894.
Egresó de la Escuela Superior Técnica en 1921, con el título de ingeniero militar; después cursó en la Escuela Militar de Aviación de la Nación. Fue jefe de una flotilla, y se trasladó a Francia, incorporándose provisoriamente a su fuerza aérea; allí obtuvo el título de ingeniero aeronáutico en Francia.
De regreso a su país, fue jefe del Servicio Técnico y Ensayos de la aeronáutica militar, jefe de la División Técnica de Aeronáutica del Ministerio de Guerra. El 12 de febrero de 1944 fue nombrado primer comandante en jefe de la recién formada Fuerza Aérea Argentina, mediante el decreto N° 3766-BMR N° 2114.

## Secretario de Estado de Aeronáutica
La Secretaría de Aeronáutica fue un ente dependiente de la Presidencia de la Nación de la República Argentina, creado mediante el decreto N.º 288/45 el 4 de enero de 1945. De la Colina fue nombrado como primer secretario de Aeronáutica ese mismo día (mediante el decreto N.º 289/45), renunciando al cargo el 10 de octubre, por estar en desacuerdo con el desplazamiento de Perón de la vicepresidencia de la Nación. Al mes siguiente aceptó reasumir el cargo, manteniéndose en el durante los primeros años de la primera presidencia de Perón. En marzo de 1949 se retiró con el grado de brigadier general.
Siendo el Secretario de Estado de Aeronáutica de Argentina, el brigadier Bartolomé de la Colina decidió instalar una base militar aérea, ubicada en Villa Chamical. Se construyeron dependencias militares del Centro de Tiro y Bombardeo, luego Destacamento Aeronáutico, más tarde Centro de Producción Aeronáutica.

### Base de la Fuerza Aérea
En diciembre de 1944 se inició la construcción de la Base de la Fuerza Aérea, con un presupuesto de 80 000 pesos.

### Fábrica Militar de Aviones
El 29 de mayo de 1944, el vicepresidente y ministro de Guerra de la Nación coronel Juan Domingo Perón visitó la ciudad de Córdoba, acompañado por el comandante en jefe de Aeronáutica, coronel Bartolomé de la Colina. En ese entonces se avanzó en la creación de dos nuevos centros militares, la Escuela de Especialidades, posteriormente Escuela de Suboficiales de Aeronáutica, y la Escuela de Tropas Aerotransportadas. Este hecho convirtió a Córdoba en punto clave de concentración e instrucción de jóvenes para la defensa del país. 
Se presentó además el avión argentino I.Ae. 22 DL mediante el vuelo de prueba realizado por el teniente Osvaldo Rovere. Las autoridades nacionales ordenarían una primera serie de 100 máquinas.
Luego de la Segunda Guerra Mundial, el gobierno de los Estados Unidos prohibió la venta de aviones a la Argentina, de modo que el país respondió comenzando a producir sus propios aviones en esta fábrica.
En 1995, durante el gobierno de Carlos Menem se vendió esta fábrica con todos sus aviones y sus patentes a la empresa estadounidense Lockheed Martin. En 2009, durante el gobierno de Cristina Fernández de Kirchner, la empresa volvió a pasar a manos del estado Nacional y más allá de las promesas hechas nunca más volvió a su rol de fábrica de aviones o cumplir un rol en la industrialización del país. 

## Muerte
Bartolomé de la Colina falleció en Buenos Aires el 27 de junio de 1967.

## Homenajes
Mediante la Ley N.º 18 559/70 fue declarado como Precursor de la Aeronáutica Argentina.
Desde marzo de 1995 y hasta el 20 de agosto de 2008 el nombre oficial del Aeropuerto Internacional Astor Piazzolla de Mar del Plata, provincia de Buenos Aires, fue Aeropuerto Internacional Brigadier General Bartolomé de la Colina.
En 2022 el ministro de Defensa impuso el nombre «Brigadier General Bartolomé de la Colina» al CELPA I (Centro de Experimentación y Lanzamiento de Proyectiles Autopropulsados) de Chamical, La Rioja.